# Malta
 Ovo je glavno značenje pojma Malta. Za druga značenja pogledajte Malta (razdvojba).
Malta, službeno Republika Malta (malteški: Repubblika ta' Malta, engleski: Republic of Malta) otočna je država u Sredozemnom moru. Ova država sastoji se od nekoliko otoka i otočića, od kojih su tri naseljena. Najveći otok je Malta na kojem živi najveći dio stanovništva zemlje. Ova zemlja u kojoj živi nešto više od pola milijuna stanovnika je, s obzirom na površinu, jedna od najgušće naseljenih zemalja svijeta.
Malteško otočje nalazi se nedaleko od Sicilije (Italija), te manje od 300 km od obale Afrike. Zbog svog strateškog položaja, Maltom su tijekom povijesti vladale mnoge sile, kao što su Feničani, Rimljani, Fatimidi, Ivanovci i Britanci. Od 21. rujna 1964. Malta je neovisna od Velike Britanije, a od 1. svibnja 2004. članica Europske unije.
Malta je izrazito katolička zemlja, s jednim od najvećih postotaka udjela rimokatolika u stanovništvu na svijetu. Kršćanstvo je na Maltu donio apostol sveti Pavao, koji je na ovom otočju doživio brodolom. Službeni jezici Malte su malteški i engleski. Talijanski također ima veliku važnost u državi, jer je bio službeni jezik do 1934. godine.

## Povijest

### Prve kulture i antika
Prvi naseljenici malteških otoka bili su poljodjelci koji su se ovdje naselili oko 5200. pr. Kr. sa Sicilije. Ti prvi naseljenici najvjerojatnije su bili Sikanci, za koje se smatra da su bili jedino pleme koje je naseljavalo ove otoke u to vrijeme, a smatraju se srodnim Iberima. Stanovništvo otoka u to vrijeme bavilo se uzgojem žitarica i stoke, a kao i mnoge druge europske kulture u to vrijeme poštovali su kult plodnosti.
Keramički predmeti nađeni u Għar Dalamu slični su onima nađenim u Agrigentu na Siciliji. U ovom ranom razdoblju malteške civilizacije pojavljuju se mistični megalitski malteški hramovi, čiji se ostaci mogu još naći na Malti i Gozu. Ti su hramovi jedni od najstarijih struktura napravljenih od kamena na Zemlji, a korišteni su u razdoblju između 4000. i 2500. godine pr. Kr.
Neki znanstvenici smatraju da su hramovi korišteni za žrtvovanje životinja, iako su to samo nagađanja. Ova kultura nestala je s ovih otoka oko 2500. pr. Kr., a nagađa se da je kulturu izbrisala neka bolest ili glad. Sukobi se ne smatraju razlogom nestanka, jer ne postoje dokazi o oružju iz tog razdoblja.
Negdje oko 3500. pr. Kr. ova je kultura sagradila neke od najstarijih vjerskih građevina na svijetu, kao što su hramovi Ġgantije na Gozu, te hramovi Ħaġar Qima i Mnajdre. Smatra se da su dolaskom čovjeka na ove otoke izumrli lokalni patuljasti vodenkonji i slonovi. Nakon ove civilizacije malteški su otoci neko vrijeme bili nenaseljeni. U brončano doba opet dolaze naseljenici, čija je kultura obuhvaćala kremiranje posmrtnih ostataka i gradnju manjih megalitičkih građevina zvanih dolmeni.
Oko 700. pr. Kr. na otoke dolaze Grci koji su se najviše nastanili na području današnje Vallette. Stoljeće poslije, tu dolaze i Feničani, koji su se otocima koristili kao trgovačkom postajom na njihovim sredozemnim trgovačkim rutama.
Nakon pada Fenicije, ovo je područje oko 400. pr. Kr. potpalo pod kontrolu Kartage, bivše feničke kolonije. U to vrijeme Kartažani su koristili Maltu za uzgoj maslina, rogača i proizvodnju tkanine. Za vrijeme Punskih ratova 218. pr. Kr., Maltežani su se pobunili protiv kartaške vlasti te dali kontrolu nad svojim vojnim garnizonom rimskom konzulu Semproniju. Za vrijeme Sirakuske pobune Malta je ostala vjerna Rimu, zbog čega je nagrađena naslovom Foederata Civitas, koji je značio određenu razinu autonomije unutar pokrajine Sicilije. U to vrijeme otok su nazivali Melita, a glavni grad nalazio se u središtu otoka i nosio je isto ime (današnja Mdina).
Zbog uspješnosti i važnosti malteških otoka u rimskoj državi, car Hadrijan im je 117. dao status municipiuma. Vjeruje se da se 60. godine na sjevernom dijelu otoka, koji je danas poznat kao Zaljev sv. Pavla, nasukao brod apostola sv. Pavla. Prema pričama, on je ostao na otoku tri mjeseca, tijekom kojih je širio kršćanstvo i izvodio čuda. U Bibliji je ovaj boravak opisan u Djelima apostolskim (Dj 27,39-28,11). Postoji tvrdnja da to nije bila Malta, nego hrvatski otok Mljet. Zbog jednakog naziva u rimskim spisima, a poslije u onima na latinskom jeziku, Mljet je kroz povijest vrlo često bio zamjenjivan Maltom. U prilog tome ide činjenica da na Malti nije bilo zmija otrovnica (koje se spominju u Djelima apostolskim), a na Mljetu ih je bilo u to vrijeme. Kao podsjetnik da bi drevna Ogigija mogao biti i Mljet, danas na otoku postoje Odisejeva špilja te hrid sv. Pavla kao i zavjetna crkvica u istočnom dijelu otoka. Podjelom Rimskog Carstva na Istočno i Zapadno u 4. stoljeću, Malta potpada pod kontrolu Bizanta kojim se vladalo iz Carigrada. O razdoblju bizantske vlasti na Malti, koja je trajala četiri stoljeća, malo je poznato. Postoje dokazi da su germanska plemena, uključujući Gote i Vandale, kratkovremeno preuzeli vlast nad otocima, nakon čega je Bizant ponovno preuzeo otoke i na njih postavio vojsku.

### Srednji vijek
Za vrijeme bizantsko-arapskih ratova, Malta je zajedno sa Sicilijom osvojena nakon što je admiral Eufemije izdao Bizant i zatražio od Aglabida zauzimanje ovog teritorija. Kao dio sicilijanskog emirata, kontrolu su nad područjem 909. dobili Fatimidi. Za vrijeme arapske vlasti uveden je novi sustav navodnjavanja, neke nove kulture voća i pamuk, te sicilijsko-arapski jezik, koji se nakon nekog vremena razvio u malteški jezik. Lokalno kršćansko stanovništvo imalo je slobodu prakticiranja svoje vjere, ali je zato moralo plaćati dodatan porez vlastima. Godine 1091. Normani oslobađaju Siciliju i malteške otoke, a lokalni kršćani toplo dočekuju vojvodu Rogera I. Zbog oslobođenja, Maltežani nude Rogeru I. sudjelovanje u njegovim ratovima, a on je na to, prema predaji, poderao dio svoje crveno-bijele zastave i dao je Maltežanima, što je osnova današnje zastave Malte.
Za vrijeme normanske vlasti Malta doživljava procvat. U to je vrijeme bila dio Kraljevine Sicilije, koja je još obuhvaćala Siciliju i južni dio Apeninskog poluotoka. Katolička Crkva ponovno je postala državna religija, a njome je na Malti upravljala Palermska biskupija. U tom razdoblju širi se normanska arhitektura, pogotovo u tadašnjem glavnom gradu Mdini. Posljednji normanski vladar Tankred pretvara Maltu i Gozo u feudalni posjed ili feud, na čelu s knezom. Zbog svoje strateške važnosti malteški su otoci bili za mnoge željan posjed, tako da su prvi knezovi bili vješti đenovski gusari, a stanovništvo je otoka militarizirano kako bi bilo spremno na pokušaje zauzimanja otoka. Kraljevinom od 1194. do 1266. vlada dinastija Hohenstaufen. Za vrijeme vladavine Fridrika I., s Malte je 1224. protjerano sve muslimansko stanovništvo, a ukupno muško kršćansko stanovništvo Celana u Abruzzu preseljeno je na Maltu.
Kratko je vrijeme kraljevinom vladala sicilijska dinastija Anžuvinaca, koji su zbog visokih poreza bili vrlo nepopularni na Malti, djelomično i zbog rata Karla I. Anžuvinca s Genovom, kad je 1275. opljačkan otok Gozo. Nedugo nakon ovih napada izbija pobuna znana kao Sicilijanska večernja. Kraljevina se dijeli na Napuljsku i Sicilijansku Kraljevinu, koja zajedno s Maltom potpada pod vlast Aragona. Otokom sve do 1409. vladaju rođaci aragonskih kraljeva, nakon čega postaje dio krune Aragonije. U aragonskom su kraljevstvu djeca vladara bila imenovana naslovom kneza Malte. U ovo vrijeme malteško plemstvo doživljava procvat. Od 1397. naslov kneza Malte ponovno dobiva feudalni značaj, te nakon sukoba oko naslova kralj ga ukida. Nakon što je taj naslov ponovno uveden, opet izbijaju svađe u kojima se malteško plemstvo pobunilo protiv kneza Gonsalva Monroya. Iako su se Maltežani bunili protiv kneza, iskazali su odanost sicilijanskoj kruni, zbog čega ih kralj Alfons IV. nije kaznio, nego je obećao da nikad neće dodijeliti taj naslov nekome drugome, te ga je objedinio s krunom. Kao ishod ovih događaja, grad Mdina je dobio nadimak Città Notabile.

### Malteški vitezovi i Napoleon
Godine 1530. španjolski kralj Karlo V. daje otoke viteškom redu Ivanovaca na vječno upravljanje. Malteški su vitezovi 1522. bili istjerani s Roda od Osmanlija. Godine 1565. vitezovi su zajedno s Maltežanima izdržali Veliku opsadu Malte, koju je izvela osmanska mornarica.
Nakon ove opsade odlučilo se pojačati malteške zidine, pogotove u lučkom području gdje je sagrađen novi grad Valletta, nazvan prema velikom meštru Jeanu de la Valetteu. Uzduž obale sagrađeni su i stražarski tornjevi (Wignacourt, Lascaris i de Redin), nazvani prema velikim meštrima koji su naredili njihovu gradnju. Za vrijeme vlasti malteških vitezova na otocima su napravljeni mnogi građevinski i kulturni projekti, uključujući ukrašavanje Città Vittoriose, izgradnju novih gradova kao što su Città Rohan i Città Hompesch te poboljšanje akademskog i društvenog života.
Vlast Ivanovaca završava kada je Napoleon osvojio Maltu u svom ratnom pohodu na Egipat 1798. godine. Ovo osvajanje izvedeno je Napoleonovim lukavstvom: Napoleon je zatražio sigurnu luku kako bi ponovno opskrbio svoje brodove, a nakon što je sigurno ušao u Vallettu, okrenuo je oružje na svoje domaćine. Veliki meštar Ferdinand von Hompesch zu Bolheim je kapitulirao, a Napoleon je nekoliko dana ostao na Malti, tijekom kojih je sustavno pljačkao otok te uspostavio vlastitu upravu. Nakon toga je dalje otplovio prema Egipatu ostavljajući znatan garnizon na Malti.
Francuske okupacijske snage bile su iznimno nepopularne među stanovništvom, djelomično i zbog njihova stava prema vjeri. Stanovništvo se pobunilo protiv financijskih i vjerskih reformi, te su se Francuzi morali sakriti unutar gradskih zidina. Velika Britanija je zajedno s Kraljevstvom Dviju Sicilija slala vojnu pomoć Maltežanima, te su Britanci sa svojom mornaricom blokirali otoke.
Izolirane francuske snage su se, pod generalom Claude-Henrijem Belgrand de Vauboisom, predale 1800., te su otoci potpali pod britansku vlast na čelu s guvernerom Alexanderom Ballom. Maltežani su tada napravili deklaraciju kojom su tražili izravnu zaštitu britanskog monarha, te su zahtijevali da kralj nema pravo ustupiti otoke nekoj drugoj sili.

### Britanska vlast i Drugi svjetski rat
Godine 1814. Pariškim mirovnim sporazumom Malta je službeno postala dio Britanskog Carstva. Zbog svog položaja na pola puta između Gibraltara i Sueskog kanala, Malta je bila važno pomorsko pristanište i smatrana je važnom postajom na putu za Indiju. Godine 1919. britanske su snage pucale na skupinu prosvjednika protiv novih poreza, ubivši četiri Maltežana. Ovaj je incident doveo do znatnog rasta potpore protalijanskim strankama, koje su se protivile britanskoj prisutnosti na otoku. Ovaj je dan poznat kao Sette Giugno (talijanski, 7. lipnja) i na Malti se slavi kao nacionalni blagdan.
Tridesetih godina prošlog stoljeća britanska je Sredozemna flota, koja je bila važan pokretač trgovine na otoku, premještena u Aleksandriju. Malta je odigrala važnu ulogu u Drugom svjetskom ratu, zbog svoje blizine s pomorskim putovima sila Osovina. Zbog hrabrosti koje su Maltežani iskazali u dugotrajnoj borbi protiv neprijateljskih snaga kralj Đuro VI. kolektivno je nagradio Maltežane ordenom George Cross. Replika ove nagrade danas se nalazi u gornjem lijevom kutu zastave Malte.

### Nezavisnost
Nakon rata Laburistička je stranka neuspješno probala integrirati Maltu u Ujedinjeno Kraljevstvo. Dana 21. rujna 1964. Malti je odobrena nezavisnost. Prema ustavu iz 1964. Malta je zadržala kraljicu Elizabetu II. kao kraljicu Malte koju predstavlja generalni guverner. Dana 13. prosinca 1974. Malta je postala republika unutar Commonwealtha, na čelu s predsjednikom države. Ugovor o obrani, koji je potpisan ubrzo poslije nezavisnosti i koji je promijenjen 1972., istekao je 31. ožujka 1979., kada su se britanske vojne snage povukle s Malte. Zemlja je 1980. službeno prihvatila politiku neutralnosti, te je do 2004. bila članica Pokreta nesvrstanih. Godine 1989. Malta je ugostila sastanak na vrhu između američkog predsjednika Georgea H. W. Busha i sovjetskog vođe Mihaila Gorbačova, koji je signalizirao kraj hladnog rata.
Od 2004. godine Malta je članica Europske unije te se pridružila Eurozoni 1. siječnja 2008. godine, tj. tada je svoju nacionalnu valutu liru zamijenila eurom.

## Zemljopis
Malteški su otoci otočje koje se nalazi u središnjem dijelu Sredozemnog mora. Udaljeni su 93 km od talijanskog otoka Sicilije i oko 360 km od Libije. U cijelom otočju naseljena su samo tri najveća otoka: Malta, Gozo (Għawdex) i Comino (Kemmuna). Svi ostali manji otoci i otočići nisu naseljeni. Otoci su bogati zaljevima koji služe kao dobre prirodne luke. Ovi su otoci zapravo vrhovi podvodnih brijegova između Sicilije i sjeverne Afrike koje je okružilo more nakon zadnjeg ledenog doba. Otočje se nalazi na rubu afričke tektonske ploče, na granici s euroazijskom pločom.
Krajolik otoka karakteriziraju mala brda i polja. Najviša je točka Ta' Dmejrek (253 m) na otoku Malti, blizu Dinglija. Na otocima nema stalnih rijeka i jezera. Ponekad se potoci oblikuju nakon višednevnih padalina. Izvori slatke tekuće vode mogu se naći na otoku tijekom cijele godine. Takva mjesta na Malti jesu Baħrija, l-Intaħleb i San Martin, dok na Gozu tekuće vode ima u dolini Lunzjata.
Iako mnogi Maltu smatraju najjužnijom točkom Europe, taj naslov ipak pripada grčkom otoku Gavdosu.

### Otoci
Glavni i jedini naseljeni otoci zemlje jesu Malta (315 km²), Gozo (67 km²) i Comino (3 km²). Ostali otoci koji čine ovo otočje jesu: Cominotto (Kemmunett), Filfla, Hrid Fungus (Il-Ġebla tal-Ġeneral), otok Manoel (dio grada Gżira, s kojim je spojen mostom), te Otok sv. Pavla. Glavni i najnapučeniji otok u otočju jest Malta.
Ukupan popis otoka i hridi:
| - Comino - Cominotto - Delmarva - Filfla - Gozo - Malta - Manoel - Otok sv. Pavla/Selmunett - Hrid Barbaganni - Hrid Fessej | - Hrid Fungus - Hrid Għallis - Hrid Halfa - Hridi velike plave lagune - Hridi Mistra - Hrid Tac-Cawl - Qawra/Ta`Fraben - Hridi male plave lagune - Hrid Sala - Hrid Xrob l-Għaġin |

### Klima
Malta ima mediteransku klimu (Csa), s blagim, kišovitim zimama i toplim, suhim ljetima. Općenito se može reći da na Malti godišnje vladaju dva doba, zbog čega su u toplijim mjesecima otoci privlačni turistima. Ipak, u proljeće znaju puhati jaki hladni vjetrovi.
Opskrba vodom velik je problem Malte, jer je ljeti kada je najveća potrošnja vode, ujedno i najmanji broj padalina. Tijekom zime česti su brzi pljuskovi nakon kojih zemlja ne stigne upiti vodu, nego ona otječe u more. Izvor su slatke vode na Malti podzemne rezerve koje se crpe sustavom tunela zvanih Ta' Kandja. Taj sustav ide prosječno 97 metara ispod površine. Oko polovice pitke vode u državi proizvodi se desalinizacijom, koja je kontroverzna zbog zagađenja okoliša korištenjem fosilnih goriva.
Službeno najniža temperatura zabilježena je u Valletti 19. veljače 1895. (1.2 °C), a najviša je zabilježena u zračnoj luci Luqa u kolovozu 1999. (43.8 °C). Neslužbeno je najniža temperatura bila 1962. na uzletištu Ta' Qali, kada je zabilježena temperatura od −1.7 °C. Te je godine padao i snijeg, koji je vrlo rijetka pojava na Malti. Dosad su snježne padaline zabilježene u veljači 1895., siječnju 1905. i 31. siječnja 1962. godine.
| Mjesec                       | God.    | Sij.    | Velj.   | Ožu.    | Tra.    | Svi.    | Lip.    | Srp.    | Kol.    | Ruj.    | Lis.    | Stu.    | Pro.    |
| ---------------------------- | ------- | ------- | ------- | ------- | ------- | ------- | ------- | ------- | ------- | ------- | ------- | ------- | ------- |
| Prosj. najviša temp. °C (°F) | 21 (71) | 15 (59) | 15 (59) | 16 (61) | 18 (65) | 22 (72) | 27 (80) | 32 (86) | 32 (86) | 28 (82) | 24 (75) | 19 (67) | 16 (61) |
| Prosj. najniža temp. °C (°F) | 15 (60) | 9 (49)  | 9 (49)  | 10 (51) | 12 (54) | 15 (59) | 19 (66) | 22 (71) | 22 (72) | 20 (69) | 18 (64) | 14 (57) | 11 (52) |
| Izvor: Weatherbase           |         |         |         |         |         |         |         |         |         |         |         |         |         |

## Politika
Prema državnom ustroju Malta je republika, čiji je parlamentarni sustav i javna uprava uvelike oblikovani prema westminsterskom sustavu. Parlament zemlje je Zastupnički dom (Il-Kamra tad- Deputati) čiji se članovi izabiru javnim izborima na mandat od pet godina. Dom može ranije raspustiti predsjednik države, na savjet premijera. Zastupnički dom sastoji se od 65 zastupničkih mjesta. U slučaju da stranka koja je pobijedila na izvorima nema parlamentarnu većinu, u parlament se dodaju dodatna zastupnička mjesta kako bi se osigurala parlamentarna većina. Predsjednika države izabire Zastupnički dom na mandat od pet godina. Uloga predsjednika Malte više je ceremonijalna, te veću vlast zapravo ima premijer.
Glavne su stranke u državi kršćansko-demokratska Nacionalistička stranka (Partit Nazzjonalista ili Nationalist Party) te socijaldemokratska Laburistička stranka (Partit Laburista ili Labour Party). Od 2008. na vlasti je Nacionalistička stranka s premijerom Lawrenceom Gonzijem. U državi postoji i nekoliko manjih stranaka koje nisu zastupljene u parlamentu.
Sve do Drugog svjetskog rata političkim prilikama na Malti dominiralo je jezično pitanje, gdje su glavni akteri bile probritanske i protalijanske stranke. Nakon rata glavna politička pitanja odnosila su se na odnose s Ujedinjenim Kraljevstvom, te poslije na odnose s Europskom unijom.

### Upravna podjela
Upravno je Malta podijeljena na 68 lokalnih vijeća (lokaliteta), od kojih je svako vijeće odgovorno za upravljanje gradovima i područjima različitih veličina. Upravna odgovornost podijeljena je između lokalnih vijeća i središnje vlasti u Valletti. Prema Zakonu o lokalnim vijećima iz 1993., Republika Malta podijeljena je na 54 lokalna vijeća na otoku Malti i 14 vijeća na otoku Gozo. Registrirani birači izabiru članove vijeća svake tri godine. Na čelu lokalnog vijeća nalazi se načelnik ili gradonačelnik. Svako vijeće izabire izvršnog tajnika koji je odgovoran za financijske, upravne i izvršne poslove. Sve odluke donose se zajedno s ostalim članovima vijeća. Lokalna vijeća odgovorna su za lokalna pitanja te za provedbu odluka središnje vlasti.
| Lokaliteti na otoku Malti | Lokaliteti na otoku Malti | Lokaliteti na otoku Malti | Lokaliteti na otoku Malti |
| --- | --- | --- | --- |
| - Attard - Balzan - Birgu - Birkirkara - Birżebbuġa - Bormla - Buġibba - Dingli - Fgura - Floriana - Gudja - Gżira - Għargħur - Għaxaq - Ħamrun | - Iklin - Isla - Kalkara - Kirkop - Lija - Luqa - Marsa - Marsaskala - Marsaxlokk - Mdina - Mellieħa - Mġarr - Mosta - Mqabba - Msida | - Mtarfa - Naxxar - Paceville - Paola - Pembroke - Pietà - Qawra - Qormi - Qrendi - Rabat - Safi - San Ġiljan (Saint Julian's) - Santa Luċija (Saint Lucia's) - San Pawl il-Baħar (Saint Paul's Bay) - San Ġwann | - Santa Venera - Siġġiewi - Sliema - Swieqi - Ta'Qali - Ta' Xbiex - Tarxien - Valletta - Vittoriosa (Birgu) - Xemxija - Xgħajra - Żabbar - Żebbuġ - Żejtun - Żurrieq |
| Lokaliteti na otoku Gozo | | | |
| - Fontana - Għajnsielem - Għarb - Għasri | - Kerċem - Munxar - Nadur - Qala | - Victoria (Rabat) - San Lawrenz (Saint Lawrence) - Sannat | - Xagħra - Xewkija - Żebbuġ |

## Stanovništvo
Maltežani čine najveći udio stanovnika Malte. Najveća manjina u državi su Britanci, od kojih su najveći broj umirovljenici koji su se u kasnijoj životnoj dobi preselili na Maltu. Prema popisu stanovništva iz 2005., koji je uključivao i strance koji su na Malti minimalno godinu dana, broj stanovnika države bio je 404.039, od čega su žene činile 50,3%, a muškarci 49,7%. Prema dobnim skupinama, 17,1% bili su građani ispod 14 godina starosti, 68,2% između 15 i 64 godine, te ostalih 13,7% iznad 65 godina starosti.
Gustoća stanovništva na Malti je 1.282 stan./km², što je najveći broj stanovnika po kvadratnom metru u Europskoj uniji, te jedna od najvećih gustoća stanovništva u svijetu. Broj stanovnika na Malti obično raste između svakog popisa stanovništva, a jedini koji je pokazivao negativan trend bio je onaj 1967. godine, kad je, najvećim dijelom zbog iseljavanja, broj stanovnika pao za 1,7%. Rast stanovništva je između 1985. i 1995. bio 9,5%, a između 1995. i 2005. smanjio se na 6,9%, što je godišnji rast od 0,7%. Broj rođenih je još uvijek veći od broja umrlih (3860 naspram 3025), makar je od popisa 1995. natalitet pao za 21,8%. Kao i u većini zemalja EU, stanovništvo Malte postepeno stari, ali je to još svejedno manje od EU prosjeka.

### Jezici
Službeni jezici Malte su malteški i engleski. Malteški je nacionalni jezik države, te materinski jezik Maltežana. To je semitski jezik je koji je nastao od sicilijanskog arapskog, a ima veliki broj posuđenica iz sicilijanskog, talijanskog, nešto francuskog, te u novije vrijeme i engleskog.
Malteška abeceda sastoji se od 30 latiničnih slova gdje se nalaze i dijakritička slova ż, ċ i ġ, te slova għ, ħ, i ie, koja postoje samo u malteškom jeziku.
Talijanski je bio službeni jezik Malte sve do 1934. godine, kada ja zamijenjen malteškim i engleskim jezikom. Ovaj jezik je još uvijek snažno zastupljen u zemlji, te ga veliki dio stanovništva govori kao drugi jezik. Talijanski televizijski programi kao Mediaset i RAI su vrlo popularni na Malti.
Prema Eurobarometru 100% stanovništva Malte govori malteški, 88% zna engleski, 66% talijanski i 17% francuski. Prema ovim statistikama, ovo je jedna od zemalja s najvećim znanjem stranih jezika u Europskoj uniji.

### Religija
Malteškim ustavom zajamčena je sloboda svim religijama, a rimokatoličanstvo je državna religija. Prema procjenama oko 98% stanovništva Malte su rimokatolici, zbog čega je ovo zemlja sa skoro najvećim udjelom katolika u stanovništvu. U cijeloj državi postoji oko 360 crkvi, što je praktički jedna crkva na 1000 stanovnika. Župne crkve (il-parroċċa ili il-knisja parrokjali) su zemljopisno i kulturno središte svakog naselja u državi. Svako mjesto obilježava dan svog sveca zaštitnika s glazbenim povorkama, procesijama, posebnim misama, vatrometom i drugim oblicima slavlja.
Kršćanstvo je na Maltu donio Sveti Pavao 70. godine, kad se njegov brod nasukao na ove otoke. Najranijom kršćanskom bogomoljom na otoku smatra se pećina sv. Pavla, koja se nalazi na sjeveroistoku Malte, u kojoj je on navodno bio zatočen. Ostaci kršćanskih grobova i obreda nađeni su u blizini pećine, a datiraju iz 3. stoljeća. Diljem otoka nalaze se katakombe iz razdoblja rimskih progona kršćana, od kojih su najpoznatije katakombe sv. Pavla i sv. Agate. Također na otoku postoji nekoliko crkvi u špiljama, ukljućujući i onu u špilji kod Mellieħe, gdje je prema legendi, Sveti Luka naslikao Bogorodicu. Ovo je hodočasničko odredište još od srednjeg vijeka.
Stoljećima je nadležnost nad kršćanskom zajednicom na Malti imala Palermska biskupija, osim za vrijeme Karla I. Anžuvinca. To je ojačalo veze Malte sa Sicilijom i Italijom, te vjerojatno pridonijelo činjenici da je talijanski jezik stoljećima bio glavni jezik kulture na Malti. Od 1808., svi malteški biskupi bili su Maltežani. Kao rezultat normandijske i španjolske vladavine, kao i vladavine Malteških vitezova, Malta je postala i ostala pobožna katolička zemlja. Sveta inkvizicija također je imala dugu tradiciju na otocima od njena osnivanja 1530. godine. Zadnji inkvizitor je napustio ovoe otoke 1798., nakon što su Malteški vitezovi kapitulirali pred snagama Napoleona.
Sveci zaštitnici Malte su Sveti Pavao, Sveta Agata i Sveti Juraj. Iako nije svetac zaštitnik, sv. Juraj Preca (San Ġorġ Preca) je duboko poštovan kao prvi malteški svetac. Službeno ga je kanonizirao papa Benedikt XVI. 2007. godine. Mnogi Maltežani su priznati kao blaženi, kao što su Maria Adeodata Pisani i Nazju Falzon koje je 2001. beatificirao papa Ivan Pavao II.
Vjernici lokalnih protestantskih crkvi u većini slučajeva nisu Maltežani, nego umirovljeni Britanci koji žive na ovim otocima. Ovdje živi i oko 500 jehovinih svjedoka, te 60 pripadnika ostalih crkava, kao što su mormoni i evangelisti. Crkve ostalih kršćanskih zajednica su prezbiterijanska i metodistička crkva sv. Andrije u Valletti, anglikanska katedrala sv. Pavla i crkva u Birkirkari adventista sedmog dana.
Židovska zajednica Malte dosegla je svoj vrhunac u srednjem vijeku za vrijeme normanske vlasti. Godine 1479., Malta i Sicilija potpale su pod aragonsku vlast, tijekom koje je 1492. donesen Alhambrijski dekret koji je prisilio sve Židove na napuštanje zemlje. Zen budizam i bahaizam imaju oko 40 vjernika. U državi postoji jedna džamija. Na Malti živi oko 3000 muslimana, od kojih su većina stranci. Nedavno je otvorena i islamska osnovna škola.

## Kultura
Malteška kultura spoj je mnogih raznih kultura koji su tijekom stoljeća bili u doticaju s Malteškim otocima. To su većinom okolne mediteranske kulture, te kulture zemalja koje su Maltom vladale prije stjecanja nezavisnosti.

### Književnost
Dokumentirana malteška književnost postoji preko dva stoljeća, a nedavni dokazi svjedoče i o književnoj aktivnosti na lokalnom jeziku još iz srednjeg vijeka. Najznačajniji malteški pjesnik je Dun Karm Psaila koji ima status nacionalnog pjesnika. Neki od drugih važnijih malteških književnika su Rużar Briffa i Karmenu Vassallo.
Krajem 1960-ih malteška književnost doživljava izuzetne promjene u svim oblicima kniževnosti. Neki od značajnijih pjesnika u drugoj polovici 20. stoljeća su Mario Azzopardi, Victor Fenech, Oliver Friggieri, Joe Friggieri, Charles Flores, Daniel Massa, Maria Ganado, Lillian Sciberras i Akille Mizzi. U prozi su se istakli Frans Sammut, Paul P. Borg i Joe J. Camilleri, a u kazalištu Francis Ebejer, Alfred Sant, Doreen Micallef i Oreste Calleja.
Novu generaciju pisaca čine Guze' Stagno, Karl Schembri i Clare Azzopard, dok su u pjesništvu važnija imena Adrian Grima, Immanuel Mifsud, Norbet Bugeja i Simone Inguanez.
Postoji nekoliko malteških književnika koji su ostvarili uspješnu karijeru u inozemstvu. To su romanopisac Trezza Azzopardi, pisac knjiga za djecu Saviour Pirotta, te novinar i autor stripova Joe Sacco.

### Glazba
Iako danas u Malti prevladava zapadnjačka glazba, postoji i tradicionalna malteška glazba od koje je najizraženija vrsta għana. Ovaj glazbeni oblik sastoji se od gitare koju naizmjenice svira nekoliko ljudi, većinom muškarci. Tekst ove glazbe je uvijek improviziran i obrađuje određenu temu, a cilj je stvoriti prijateljsku, ali izazovnu atmosferu.

### Gastronomija
Malteška kuhinja je tipična mediteranska kuhinja koja se temelji na svježim lokalnim sezonskim prozivodima i plodovima mora. U lokalnoj kuhinji postoje brojna jedinstvena jela koja su nastala spojevima raznih kuhinja. Najveći je utjecaj talijanske kuhinje, posebno sicilijanske, ali postoje i utjecaji tuniške, španjolske, berberske, te u novije vrijeme britanske i francuske kuhinje.
U malteškim domaćinstvima, malteška kuhinja je i dalje vrlo popularna, kao i u restoranima. Ipak, vrlo su česti vanjski utjecaji na lokalnu gastronomiju. Tako se uz tradicionalnu kuhinju pojavljuju i elementi ne samo europskih i afričkih, nego i azijskih i sjevernoameričkih kuhinja.
Pojedini otoci također imaju svoje specijalitete. Popularna lokalna jela su ftira biż-żejt, ġbejniet, pastizzi i Ross il-Forn.

### Šport
Malteški nacionalni nogometni station je Stadion Ta' Qali. Malteška nogometna reprezentacija je nekoliko puta pobijedila puno jače nogometne reprezentacije u tom sportu. Maltežani u svjetskim natjecanjima često podupiru Italiju ili Englesku, zbog kulturnih naklonosti prema tim zemljama.
Tradicionalna igra ove države je boćanje, koje postoji u lokalnom obliku zvanom boċċi. Diljem Malte postoje mnogi mali klubovi (Bocci Klabbs ili Klabbs tal-Bocci) koji su vrlo aktivni, te imaju mnogo uspjeha na lokalnoj i europskoj razini. Glavna razlika između malteške i ostalih inačica ove igre je u obliku samih boća.

## Društvene djelatnosti

### Obrazovanje
Od 1946., u Malti je obavezno osnovnoškolsko obrazovanje, a od 1971. i srednjoškolsko. Sveukupno je školovanje obavezno od 5 do 16 godina života. Uz besplatno državno obrazovanje, postoji i crkveno i privatno obrazovanje. Većina učitelja u crkvenim školama prima plaću od države. Od 2008. postoje i dvije međunarodne škole: Verdala International School i QSI Malta.
Sustav obrazovanje u državi temelji se na britanskom obrazovnom modelu. Osnovna škola traje šest godina. S 11 godina starosti učenici polažu ispit za drugi stupanj obrazovanja, koji može biti državna ili crkvena škola. Sa 16 godina učenici opet moraju položiti ispit, te mogu nastaviti školovanje na još većem stupnju cjelokupnog obrazovanja. Ovaj oblik obrazovanja traje dvije godina, nakon čega slijedi matura. Nakon toga učenici se mogu odlučiti na visokoškolsko obrazovanje. Ovaj oblik obrazovanja u državi provodi Malteško sveučilište.

#### Jezici školovanja
Malteški i engleski koriste se za podučavanje na prvoj i drugoj razini školovanja učenika, te su oba ova jezika i obavezni predmeti u školi. Dok se u državnim školama obično podjednako koriste malteški i engleski, privatne škole većinom se služe samo engleskim jezikom. Katedre na Malteškom sveučilištu također najvećim dijelom koriste engleski jezik, te je to i jezik najvećeg broja kolegija na fakultetima.
Od sveukupnog broja studenata koji uče strane jezike na drugoj razini obrazovanja, 51% uči talijanski, a 38% francuski jezik. Ostali izbori su njemački, španjolski, ruski i arapski.

### Zdravstvo
Malta ima dugu povijest zdravstva. Prva bolnica u zemlji datira iz 1372. godine. Danas se zdravstveni sustav u zemlji temelji na državnom i privatnom zdravstvu.
Svjetska zdravstvena organizacija stavlja Maltu na peto mjesto po kvaliteti zdravstvenog sustava u svijetu, što je znatno iznad mnogih razvijenih zemalja u svijetu. U Malti postoji nekoliko javnih bolnica, a najnovija je Mater Dei Hospital koja je jedna od najvećih medicinskih zgrada u Europi.
Zadnjih nekoliko godina Malta se pokušava predstaviti u svijetu kao odredište zdravstvenog turizma. Kao takvo odredište vrlo je popularna među Britancima. U državi postoji nekoliko pružatelja usluge dolaska na Maltu radi zdravstvenih razloga.

## Gospodarstvo
Do 19. stoljeća je gospodarstvo Malte bilo ograničeno na proizvodnju pamuka, duhana, te brodogradnju. Kasnije su brodogradilišta iskoristili Britanci za vojne svrhe. Zbog svoje strateške lokacije malteško je gospodarstvo procvatalo u ratno vrijeme. To je bilo uočljivo za vrijeme Krimskog rata 1854. godine.
Otvaranje Sueskog kanala 1869., značajno je pogodovalo malteškom gospodarstvu zbog povećanog broja brodova koji su pristajali u ovdašnje luke kako bi se ponovno opskrbili gorivom. Već je krajem 19. stoljeća gospodarstvo zemlje počelo opadati, da ti do 1940-ih Malta bila u ozbiljnoj gospodarskoj krizi. Uzrok tome djelomično su bili i novi trgovački brodovi koji nisu morali toliko često stati kako bi se opskrbili gorivom.
Danas su najznačajniji malteški resursi vapnenac, povoljni zemljopisni položaj i produktivna radna snaga. Malta proizvodi samo oko 20% hrane za vlastite potrebe, ima vrlo ograničenu opskrbu slatkom vodom, te nema domaćih energetskih izvora. Gospodarstvo zemlje ovisi o inozemnoj trgovini (brodski prijevoz tereta), obrtništvu (elektronika i tekstil), te turizmu. Turistička infrastruktura se značajno povećala zadnjih nekoliko godina, iako je usput došlo i do preintenzivnog razvoja koji je doveo i do uništenja tradicionalnog stambenog smještaja. Danas je Malta sve značajnije turistički emitivno tržište. U zadnje vrijeme značajan prinos gospodarstvu zemlje donosi i filmska produkcija, jer se na Malti svake godine snimi nekoliko visokobudžetnih stranih filmova. Zemlja je danas i izvoznik usluga kao što su bankarstvo i financije.
U politiku zemlje spadaju velike investicije u obrazovanje. Budući da su sve razine obrazovanja na Malti besplatne, ona stvara mnogo visokokvalificiranih radnika koji značajno doprinose razvoju zemlje. Kako bi se pripremila za članstvo u EU, Malta je privatizirala nekoliko državnih poduzeća. Trenutno Malta i Tunis dogovaraju izrabljivanje podmorskog prostora između te dvije zemlje, najvećim dijelom radi vađenja prirodnog plina.

## Promet

### Cestovni promet
U državi se promet odvija lijevom stranom, kao u Velikoj Britaniji. S obzirom na veličinu države, udio automobila je prilično visok; četvrti u EU. Godine 1990., u državi je bilo registrirano 182.254 automobila, što je 582 na km².
Na Malti postoji 2.254 km cesta, od kojih je 1.972 km (87,5%) asfaltirano, a 282 km neasfaltirano (stanje 2003.)
Glavno sredstvo javnog prijevoza u državi su autobusi, koji jeftino i učestalo povezuju razne dijelove Malte i Goza. Najveći broj autobusa polazi sa središnjeg terminala u Valletti. Autobusi voze otokom od 1905., te su danas postali turistička atrakcija zemlje. Danas se ipak tradicionalni autobusi zamjenjuju novijim modernijim autobusima.
Nekada su autobusi bili obojeni prema bojama ruta po kojima su vozili, nakon čega su prebojeni u zeleno. Danas su svi autobusi na Malti žute boje, s narančastom crtom, dok su autobusi na Gozu sivi, s crvenom crtom.
Danas Maltom vozi oko 500 autobusa, od kojih je većina u vlasništvu samih vozača. Autobusi voze prema jedinstvenom rasporedu koje su odredile prometne institucije. Statistički gledano, malteškim autobusima preveze se 31 milijun putnika godišnje. Obično pola od ukupnog broja autobusa vozi po linijama javne prometne mreže, dok druga polovica služi za privatni i školski prijevoz.

### Željeznički promet
U razdoblju između 1883. i 1931. na Malti je postojala željeznička pruga koja je povezivala Vallettu s vojnim barakama u Mtarfi, preko Mdine i određenog broja gradova i sela.
Željeznica se počela slabije koristiti, te je na kraju i zatvorena nakon što su uvedeni tramvaji i autobusi. Za vrijeme bombardiranja Malte u Drugom svjetskom ratu, Mussolini je izjavio da su njegove snage uništile željeznicu, iako se željeznica prestala koristiti nekoliko godina prije izbijanja rata.

### Pomorski promet
Na otoku Malti postoje tri velike prirodne luke. Također postoje i dvije umjetne luke koje povezuju otoke Maltu i Gozo.
- Velika luka (Il-Port il-Kbir ili Grand Harbour) nalazi se na istoku glavnog grada Vallette. Ova luka koristi se još od rimskih vremena, a u njoj se nalazi nekoliko gatova i terminal za brodove za kružna putovanja.
- Luka Marsamxett nalazi se na zapadu Vallette, a većinom je namijenjena jahtama i turističkim brodovima.
- Luka Marsaxlokk nalazi se u mjestu Marsaxlokk na jugoistoku Malte, a tamo se nalazi glavni robni terminal zemlje.

Otoci Malta i Gozo povezani su trajektima koji polaze iz luka Ċirkewwa i Mġarr. Trajekt također povezuje Veliku luku na Malti s Pozzallom i Catanijom na Siciliji.

### Zračni promet
Malteška međunarodna zračna luka je jedina zračna luka na Malteškim otocima. Izgrađena je na prostoru bivše RAF-ove zračne baze. Ovdje se nalazi i helidrom, ali je njegova linija koja je letjela za Gozo otkazana 2006. godine. Od 2007., ova dva otoka povezuje hidroavion koji leti tri puta na dan i kojim upravlja Harbour Air Malta.
U prošlosti su ovdje postojala i dva uzletišta koja su bila u funkiciji tijekom Drugog svjetskog rata, a nalazila su se u mjestima Ta'Qali i Ħal Far. na tom prostoru danas se nalaze nacionalni park, stadion i turističko selo. Ovdje se nalazi i malteški muzej avijacije gdje se nalaze primjerci lovaca Hurricane i Spitfire koji su korišteni za vrijeme rata.
Nacionalni avioprijevoznik je Air Malta koji povezuje državu s 36 odredišta u Europi i sjevernoj Africi. Sjedište kompanije je na Malteškoj zračnoj luci. Air Malta je većinski u vlasništvu države (98%), dok ostatak drže privatni investitori.

## Vanjske poveznice
- Službena stranica malteške vlade
- Službena turistička stranica Malte

| Portal:Europa | Portal:Europa |